# چاودر صدف
چاودر صدف یا سوپ صدف (انگلیسی: Clam chowder) یکی از انواع چاودر حاوی صدف دوکفه‌ای و گوشتابه است. علاوه بر صدف، مواد تشکیل دهنده مشترک شامل سیب زمینی خرد شده، پیاز و کرفس است.